# Буркхард фон Лехсгемюнд
Буркхард фон Лехсгемюнд (на немски: Burkhard von Lechsgemünd; * ок. 1055; † 16 май 1112), от фамилията на графовете на Лехсгемюнд от Бавария, е от 1100 до 1112 г. епископ на Утрехт.

## Биография
Той е син на граф Куно I фон Лехсгемюнд († 1092/1094) и съпругата му Матилда фон Ахалм-Хорбург († 1092/1094), дъщеря съ-наследничка на граф Рудолф фон Ахалм († ок. 1050) и Аделхайд фон Мьомпелгард-Вюлфлинген († сл. 1052).
Графовете фон Лехсгемюнд са могъщ франкско-баварски благороднически род през Средновековието с първоначална резиденция в Марксхайм. Те управляват от замъка им Лехсенд (Лехсгемюнд), намиращ се на река Лех. Роднина е на Бурхард I († 1056), епископ на Халберщат (1036 – 1059), и Конрад IV († 1226), епископ на Регенсбург (1204 – 1226).
Буркхард фон Лехсгемюнд е 1089 г. домпропст, 1100 г. домхер на катедралата в Страсбург. Император Хайнрих IV го номинира на 30 май 1100 г. за епископ на Утрехт. През конфликта по инвестурата той остава верен на Хайнрих IV, така на 10 април 1110 г. в Утрехт се провежда годежа на син му Хайнрих V с Матилда от Англия.
Буркхард има конфликти с графство Холандия и фризите. Общо Буркхард не играе толкова важна политическа роля, като неговия предшественик, убитият епископ Конрад († 13 април 1099).
Буркхард фон Лехсгемюнд е погребан в катедралата „Св. Мартин“ в Утрехт.